# 百子湾站 (地铁)
百子湾站是一个位于中国北京市朝阳区南磨房地区与王四营地区交界百子湾广渠路，属于北京地铁7号线的地铁车站。为配合广渠路二期施工，车站于2010年1月开工，为全线最早开工的车站之一；2012年4月封顶。2014年12月28日随7号线开通一同投入使用。

## 位置
百子湾站位于东四环外，原北京化工二厂厂址北侧，广渠路（东西向）南侧，呈东西走向布置。
“百子湾”这一地名的起源则有多个不同说法，其一为高碑店至东便门原有一条存在近百个弯道的土路，故称“百子湾”；其二则为早年此地人烟稀少，稗子丛生，形成聚落称“稗子庄”（一说“稗子湾”或“败子湾”），后雅化为百子湾；另有说法为此地曾有旧河道，沿河土路随河道而多弯曲，称“百道湾”，附近形成聚落百道湾村，后改为百子湾。

## 结构

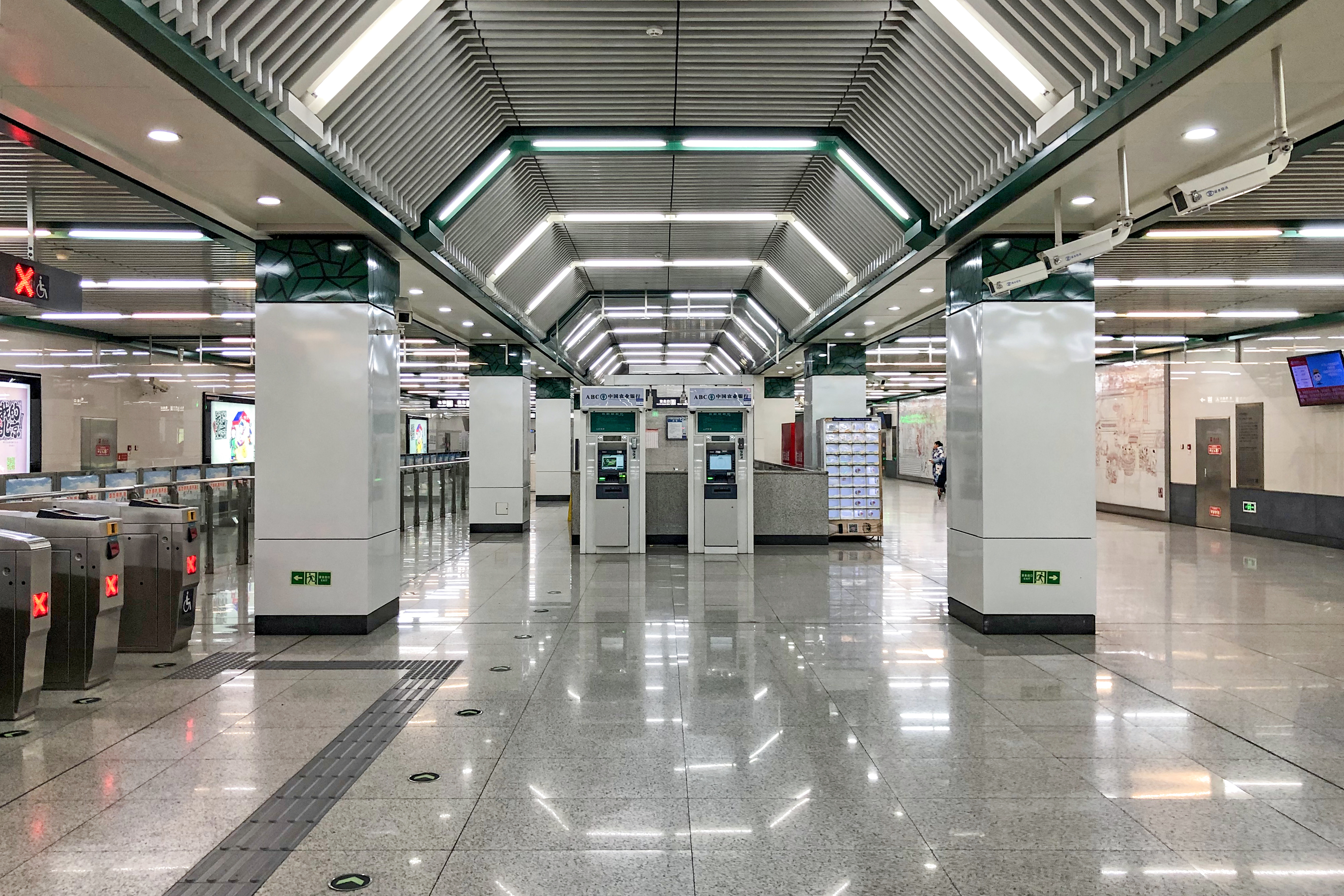
百子湾站站厅（2019年12月摄）

百子湾站为地下二层车站，结构总长235米，标准段宽20.9米，建筑面积17016平方米，主体结构采用明挖法施工。采用岛式站台设计，站台宽12米。设有四个出入口，其中路北2个，路南2个。
| 地面层          | 出入口                      | A—B出入口                        |
| 地下一层 站厅层 | 站厅                        | 票务服务、自动售票机、一卡通充值 |
| 地下二层 站台层 |                             | █ 7号线往北京西站（大郊亭）      |
| 地下二层 站台层 | 岛式站台，左側開门          |                                  |
| 地下二层 站台层 | █ 7号线往环球度假区（化工） |                                  |

## 出入口
百子湾站共有4个出入口，分别是A1、A2、A3西北、B东北，其中A1、B口在广渠路南侧，A2、A3口在广渠路北侧。
|                           |                |                  |      |            |
| 编号                      | 指示           | 建议前往的目的地 | 照片 | 无障碍设施 |
| 出口 · A · 1 · 升降机标志 | 广渠路、东四环 |                  |      |            |
| 出口 · A · 2              | 广渠路、东四环 | 金海国际         |      | 不適用     |
| 出口 · A · 3              | 石门东路       | 中水电国际大厦   |      | 不適用     |
| 出口 · B                  | 广渠路         | 竞园、广华新城   |      | 不適用     |
| 註： 設有                 |                |                  |      |            |